# Liffe 1997
8. ljubljanski mednarodni filmski festival Liffe je potekal od 3. do 16. novembra 1997, in sicer na 6 ljubljanskih prizoriščih (Cankarjev dom, Ljubljanski kinematografi). Direktorica festivala je bila Jelka Stergel. Festival je odprl slovenski film Damjana Kozoleta Stereotip, končal pa se je 17. novembra s projekcijo z vodomcem nagrajenega filma.
Nagrado vodomec, za katero se je potegovalo 17 filmov iz tekmovalne sekcije Perspektive, je žirija (režiser Filip Robar Dorin, pisatelj in scenarist Miha Mazzini in italijanska fotografinja Chiara Samugheo) podelila kitajskemu filmu z gejevsko tematiko Vzhodna, zahodna palača režiserja Zhanga Yuana. Prevzel jo je glavni igralec filma Si Han.

## Filmi

### Predpremiere
- L.A. Zaupno (L.A. Confidential), ZDA, Curtis Hanson
- Smešne igre (Funny Games), Avstrija, Michael Haneke
- Hamlet, Velika Britanija, Keneth Branagh
- Sladki poslej (Sweet Hereafter), Kanada, Atom Egoyan
- Kolja (Kolja), Češka, Jan Svìřák
- Kitajska skrinjica (Chinese Box), Francija/Hongkong, Wayne Wang
- Morilci (Assasin(s)), Francija, Mathieu Kassovitz
- Premirje (La tregua), Italija/Francija, Franco Rosi
- Kombi (The Van), Velika Britanija, Stephen Frears
- Dotik (Touch), ZDA, Paul Schrader
- Poligraf (Le polygraph), Kanada, Robert Lepage
- Gola resnica (Private Parts), ZDA, Betty Thomas

### Perspektive
- Stereotip, Slovenija, Damjan Kozole
- Mondo Bobo, Hrvaška, Goran Rušinović
- Ciganski čar (Gipsy Magic), Makedonija, Stole Popov
- Maščevanje (Rache), Nemčija, Bernd Michael Lade
- Sestra lovca na glave (Headhunter's Sister), ZDA, Scott Saunders
- Odpadna pošta (Budbringeren), Norveška, Pål Sletaune
- Esperanza & Sardinas, Španija, Roberto Romeo
- Jugofilm, Avstrija, Goran Rebić
- Udarjen v glavo (Kicked in the Head), ZDA, Matthew Harrison
- Do nazga (The Full Monty), Velika Britanija/ZDA, Peter Cattaneo
- Ponoreli ljudje (Poludeli ljudi), Jugoslavija, Goran Marković
- Moja domovina, Jugoslavija, Miloš Radović
- Vzhodno zahodna palača (Dong gong, xi gong), Kitajska, Zhang Yuan – nagrada vodomec
- Iztrošen! (Naar De Klote!), Nizozemska, Ian Kerkhof
- Nedelja (Sunday), ZDA, Jonathan Nossiter
- Moja skrivna zaloga (Himitsu no hanazono), Japonska, Shinobu Yaguchi
- Čez ocean (Transatlantique), Francija, Christine Laurent
- Predmestje (SubUrbia), ZDA, Richard Linklater
- To ni ljubezenska pesem (Not A Love Song), Nemčija, Jan Ralske
- Sedeti za Patsy (Doing Time For Patsy Cline), Avstralija, Chris Kennedy
- Popolni krog (Savršeni krug), BIH, Ademir Kenović
- Moj fanatični sin (My Son the Fanatic), Francija, Udayan Prasad
- Zgodba z vzhodne strani (East Side Story), Nemčija, Dana Ranga

### Fokus

#### Mike Leigh - celovečerni filmi
- Goli (Naked)
- Življenje je sladko (Life Is Sweet)
- Skrivnosti in laži (Secrets&Lies)
- Who's Who
- The Kiss of Death
- Home Sweet Home
- Four Days in July
- Grown-Ups
- Nuts in May

#### Trije večeri šestih erotičnih zgodb
- Mokro (Wet), Bob Rafelson
- Nenasitna gospa Kirsch (The Insatiable Mrs. Kirsch), Ken Russel
- Holandski mojster (The Dutch Master), Susan Seidelman
- Čakalnica (The Waiting Room), Jos Stelling
- Sladkorčka (Caramelle), Cinzia Th. Torrini
- Hotel Paradiž (Hotel Paradise), Nicolaes Roeg

### Prezrti
- Padli angeli (Duoluo Tianshi), Hongkong, Wong Kar Wai
- Norost kralja Georga (The Madness of King George), Velika Britanija, Nicholas Hytner
- Resnično, noro, globoko (Truly, Madly, Deeply), Velika Britanija, Robert Cooper
- Petrovi prijatelji (Peter's Friends), Velika Britanija, Keneth Branagh
- Mnogo hrupa za nič (Much Ado About Nothing), Velika Britanija, Keneth Branagh
- Gospod Wonderful (Mr. Wonderful), ZDA, Anthony Minghella
- Perezovi (The Perez Family), ZDA, Mira Nair
- Palookaville, ZDA, Alan Taylor
- Rebekine hčere (Rebecca's Daughters), ZDA, Karl Francis
- Naklepni umor (Ubistvo s predomišljajem), Jugoslavija, Gorčin Stojanović
- Indokina (Indochine), Francija, Régis Wargnier
- Zlomljeni glas (Hollow Reed), Velika Britanija, Angela Pope
- Nepomembneži (Small Faces), Velika Britanija, Gillies MacKinnon
- Utelešene knjige (The Pillow Book), Velika Britanija, Peter Greenaway